# Mike Cooley
Mike Cooley (Tuam, 23 de março de 1934 – 4 de setembro de 2020) foi um engenheiro e sindicalista irlandês. Recebeu o Prêmio Right Livelihood de 1981.
Morreu no dia 4 de setembro de 2020, aos 86 anos.

## Publicações selecionadas
- Produkte für das Leben statt Waffen für den Tod. Reinbek: Rowohlt, 1982. ISBN 3-499-14830-7.
- Peter Löw-Beer: Industrie und Glück. Der Alternativplan von Lucas Aerospace. Mit einem Vorwort von Mike Cooley. Berlin: Wagenbach, 1981. ISBN 3803110890.